# 大阪府道248号日根野羽倉崎線
大阪府道248号日根野羽倉崎線（おおさかふどう248ごう ひねのはぐらざきせん）は、大阪府泉佐野市を通る一般府道である。

## 概要
泉佐野市日根野から泉佐野市羽倉崎3丁目に至る。

### 路線データ
- 起点：大阪府泉佐野市日根野（日根野東上交差点、大阪府道247号土丸栄線交点）
- 終点：大阪府泉佐野市羽倉崎3丁目（大阪府道250号鳥取吉見泉佐野線交点）
- 総延長：6.3 km

## 路線状況

### 重複区間
- 和歌山県道・大阪府道64号和歌山貝塚線（泉佐野市長滝・長滝西交差点 - 泉佐野市南中安松・安松南交差点）

## 地理

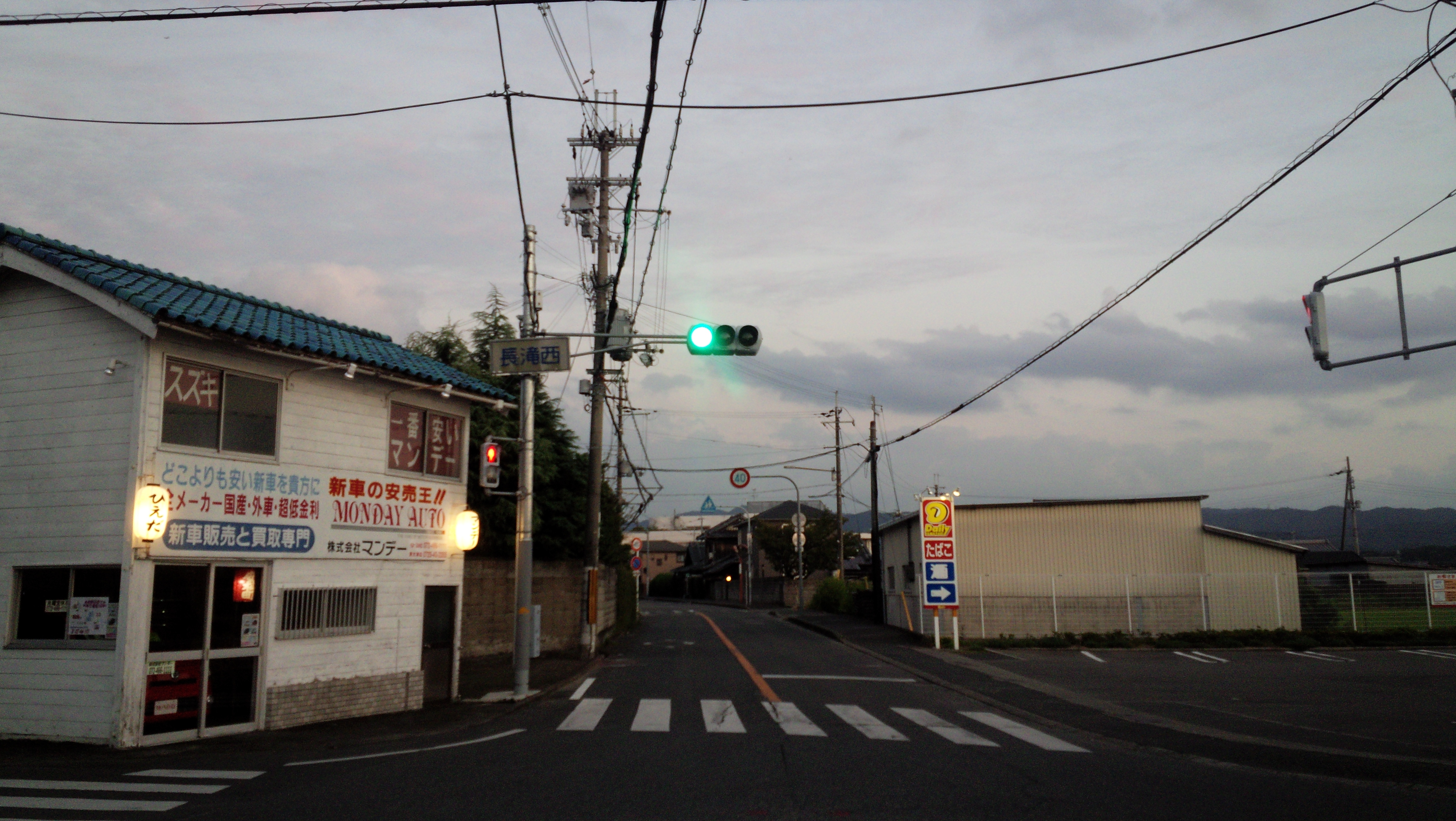
和歌山県道・大阪府道64号和歌山貝塚線（手前側）と交差する長滝西交点

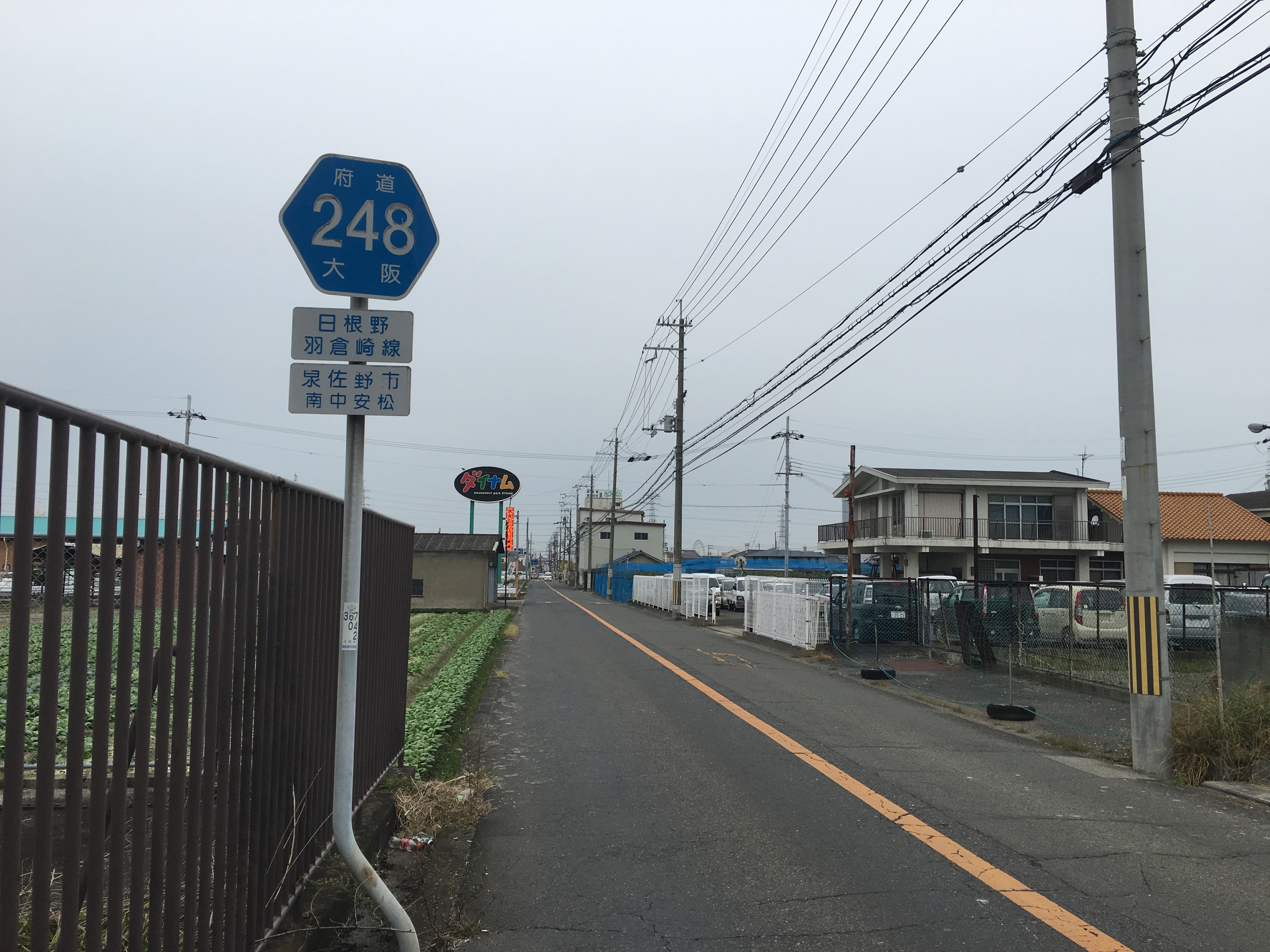
大阪府道248号日根野羽倉崎線
（大阪府泉佐野市南中安松）

### 通過する自治体
- 大阪府
  - 泉佐野市

### 交差する道路
| 交差する道路                                                    | 交差する場所 | 交差する場所            |
| --------------------------------------------------------------- | ------------ | ----------------------- |
| 大阪府道247号土丸栄線]                                          | 日根野       | 日根野東上交差点 / 起点 |
| 国道481号                                                       | 上之郷       | 机場交差点              |
| 大阪府道30号大阪和泉泉南線                                      | 長滝         | 長滝東交差点            |
| 和歌山県道・大阪府道64号和歌山貝塚線 重複区間起点               | 長滝         | 長滝西交差点            |
| 和歌山県道・大阪府道64号和歌山貝塚線 重複区間終点               | 南中安松     | 安松南交差点            |
| 国道26号                                                        | 岡本3丁目    | 岡本交差点              |
| 大阪府道・和歌山県道63号泉佐野岩出線 大阪府道204号堺阪南線 重複 | 羽倉崎1丁目  | 羽倉崎交差点            |
| 大阪府道250号鳥取吉見泉佐野線                                   | 羽倉崎3丁目  | 終点                    |

### 交差する鉄道
- 阪和線
- 南海本線

### 沿線
- 慈眼院多宝塔（国宝）
- 慈眼院金堂（重要文化財）
- 大井関自然公園
- 日根神社
- 総福寺天満宮
- 泉佐野市立上之郷小学校
- JR西日本阪和線 長滝駅
- 池田泉州銀行 長滝駅前支店（旧：泉州店『■』）
- 蟻通神社 - 枕草子や、紀貫之の和歌にも詠われる神社。
- 泉佐野市立長南小学校
- アドプト・パーク南の池公園
- グランキコーナ泉佐野店
- 南海本線 羽倉崎駅
- 紀陽銀行 羽倉崎支店
- 羽倉崎夷神社